# Lijst van voetbalinterlands Oeganda - Togo
Deze lijst van voetbalinterlands is een overzicht van alle officiële voetbalwedstrijden tussen de nationale teams van Oeganda en Togo. De landen hebben tot op heden negen keer tegen elkaar gespeeld. De eerste ontmoeting, een wedstrijd tijdens de Afrikaanse Spelen 1965, vond plaats op 18 juli 1965 in Brazzaville (Congo-Brazzaville). Het laatste duel, een groepswedstrijd tijdens het African Championship of Nations 2020, werd gespeeld in Douala (Kameroen) op 22 januari 2021.

## Wedstrijden
| № | Plaats      | Datum            | Competitie                           | Wedstrijd      | Uitslag |
| - | ----------- | ---------------- | ------------------------------------ | -------------- | ------- |
| 1 | Brazzaville | 18 juli 1965     | Afrikaanse Spelen 1965               | Togo − Oeganda | 1 − 1   |
| 2 | Lomé        | 8 oktober 2000   | Afrika Cup 2002 kwalificatie         | Togo − Oeganda | 3 − 0   |
| 3 | Kampala     | 2 juni 2001      | Afrika Cup 2002 kwalificatie         | Oeganda − Togo | 0 − 3   |
| 4 | Kampala     | 11 oktober 2014  | Afrika Cup 2015 kwalificatie         | Oeganda − Togo | 0 − 1   |
| 5 | Lomé        | 15 oktober 2014  | Afrika Cup 2015 kwalificatie         | Togo − Oeganda | 1 − 0   |
| 6 | Lomé        | 12 november 2015 | WK 2018 kwalificatie                 | Togo − Oeganda | 0 − 1   |
| 7 | Kampala     | 15 november 2015 | WK 2018 kwalificatie                 | Oeganda − Togo | 3 − 0   |
| 8 | Lomé        | 4 oktober 2016   | Vriendschappelijk                    | Togo − Oeganda | 1 − 0   |
| 9 | Douala      | 22 januari 2021  | African Championship of Nations 2020 | Oeganda − Togo | 1 − 2   |

## Samenvatting
| Competitie                      | Totaal gespeeld | Winst Oeganda | Gelijk | Winst Togo | Doelsaldo Oeganda – Togo |
| ------------------------------- | --------------- | ------------- | ------ | ---------- | ------------------------ |
| WK-kwalificatie                 | 2               | 2             | 0      | 0          | 4 − 0                    |
| Afrika Cup-kwalificatie         | 4               | 0             | 0      | 4          | 0 − 8                    |
| African Championship of Nations | 1               | 0             | 0      | 1          | 1 − 2                    |
| Afrikaanse Spelen               | 1               | 0             | 1      | 0          | 1 − 1                    |
| Vriendschappelijk               | 1               | 0             | 0      | 1          | 0 − 1                    |
| Totaal                          | 9               | 2             | 1      | 6          | 6 − 112                  |

FUFA · 
A-internationals · 
Oegandees vrouwenelftal
Algerije ·
Angola ·
Bahrein ·
Benin ·
Botswana ·
Burkina Faso ·
Burundi ·
Centraal-Afrikaanse Republiek ·
Comoren ·
Congo-Brazzaville ·
Congo-Kinshasa ·
Djibouti ·
Ecuador ·
Egypte ·
Eritrea ·
Ethiopië ·
Gabon ·
Gambia ·
Ghana ·
Guinee ·
Guinee-Bissau ·
IJsland ·
Irak ·
Iran ·
Ivoorkust ·
Jemen ·
Kaapverdië ·
Kameroen ·
Kenia ·
Koeweit ·
Lesotho ·
Libanon ·
Liberia ·
Libië ·
Madagaskar ·
Malawi ·
Mali ·
Marokko ·
Mauritanië ·
Mauritius ·
Moldavië ·
Mozambique ·
Namibië ·
Niger ·
Nigeria ·
Oezbekistan ·
Rwanda ·
Saoedi-Arabië ·
Sao Tomé en Principe ·
Senegal ·
Seychellen ·
Slowakije · 
Soedan ·
Somalië ·
Tadzjikistan ·
Tanzania ·
Togo ·
Tsjaad ·
Tunesië ·
Turkmenistan ·
Zambia ·
Zimbabwe ·
Zuid-Afrika ·
Zuid-Soedan
FTF · Selecties · Togolees vrouwenelftal
1950 – 1959 · 
1960 – 1969 · 
1970 – 1979 · 
1980 – 1989 · 
1990 – 1999 · 
2000 – 2009 · 
2010 – 2019 ·
2020 − 2029
WK 2006
Algerije ·
Angola ·
Bahrein ·
Benin ·
Botswana ·
Bukina Faso ·
Centraal-Afrikaanse Republiek ·
Chili ·
Comoren ·
Congo-Bazzaville ·
Congo-Kinshasa ·
Denemarken ·
Djibouti ·
Egypte ·
Equatoriaal-Guinea ·
Ethiopië ·
Frankrijk ·
Gabon ·
Gambia ·
Ghana ·
Guinee ·
Guinee-Bissau ·
Iran ·
Ivoorkust ·
Japan ·
Kaapverdië ·
Kameroen ·
Kenia ·
Lesotho ·
Liberia ·
Libië ·
Liechtenstein ·
Luxemburg ·
Madagaskar ·
Malawi ·
Mali ·
Marokko ·
Mauritanië ·
Mauritius ·
Mozambique ·
Namibië ·
Niger ·
Nigeria ·
Oeganda ·
Oman ·
Paraguay ·
Rwanda ·
Sao Tomé en Principe ·
Saoedi-Arabië ·
Senegal ·
Sierra Leone ·
Soedan ·
Swaziland ·
Tsjaad ·
Tunesië ·
Verenigde Arabische Emiraten ·
Zambia ·
Zimbabwe ·
Zuid-Korea ·
Zuid-Soedan ·
Zwitserland
Frankrijk (2006) · 
Zuid-Korea (2006) · 
Zwitserland (2006)